# Le Duan
Le Duan (n. 7 aprilie 1907, Quảng Trị, Vietnam – d. 10 iulie 1986, Hà Nội, Vietnam) a fost un politician comunist din Vietnam. A intrat în conducerea partidului la sfârșitul anilor 1950 și a devenit secretar general al Comitetului Central al Partidul Comunist Vietnamez (VCP) la cel de-al treilea congres național din 1960. A continuat politica de guvernare a lui Hồ Chí Minh prin intermediul conducerii colective. De la mijlocul anilor 1960 (când sănătatea lui Hō s-a deteriorat) până la moartea sa în 1986, el a fost principalul factor decident din Vietnam.
El s-a născut într-o familie de clasă inferioară din provincia Quảng Trị, în partea de sud a Indochinei, ca Lê Văn Nhuận. Se cunosc puțin informații despre familia și despre copilăria sa. El a intrat pentru prima oară în contact cu ideile revoluționare în anii 1920, când lucra ca funcționar la Căile Ferate. Lê Duân a fost membru fondator al Partidului Comunist din Vietnam în 1930. A fost încarcerat în 1931 și eliberat în 1937. Din 1937 până în 1939 a urcat în ierarhia partidului. A fost rearestat în 1939 pentru că a provocat o revoltă în Sud. Lê Duăn a fost eliberat din închisoare după succesul Revoluției comuniste din august 1945.